# Lorenzo Nomis di Valfenera e Castelletto
Lorenzo Nomis (Torino, 24 novembre 1590 – Torino, 8 ottobre 1670) è stato un politico italiano, diplomatico, presidente della Camera dei conti, sindaco e vicario di Torino e secondo presidente del Senato.

## Biografia
Nacque a Torino nel 1590 da Cesare, presidente della Camera dei conti e decurione, e da Margherita, figlia di Pietro Liatto, signore di Castelletto Cervo.
Proveniva da una famiglia di commercianti e magistrati, che nel corso del XVI secolo aveva acquisito feudi e titoli nobiliari.
Ebbe incarichi di docente in giurisprudenza all'Università di Torino e di politico e diplomatico per il ducato di Savoia.
Nel 1622 sposò Domenica Maria, figlia di Giacomo Muratore, da cui ebbe in dote il feudo di Valfenera, nell'astigiano, mentre dalla madre ebbe in eredità il feudo di Castelletto, nel vercellese.
Entrò nel corpo decurionale della città di Torino e nel Senato piemontese.
In veste di diplomatico partecipò al Trattato di Münster, in sostituzione di Giovanni Francesco Bellezia, inviso al cardinale Mazzarino, e ai negoziati per il matrimonio di Enrichetta Adelaide di Savoia (figlia di Vittorio Amedeo I e Cristina di Francia) e Ferdinando Maria di Baviera.
Nel 1649 fu sindaco di Torino e successivamente presidente della Camera dei conti, vicario di Torino e secondo presidente del Senato.
Nel 1666 ottenne il titolo di conte..
Il figlio Francesco fu sindaco di Torino diverse volte, in particolare durante l'assedio del 1706.